# 恐竜大行進
『恐竜大行進』（きょうりゅうだいこうしん、原題：We're Back! A Dinosaur's Story）は、ハドソン・タルボットの同名児童文学を原作とした1993年のアメリカのアニメーション映画作品。

## ストーリー
帆船型タイムマシンに乗って太古の世界を訪れたニューアイズ船長と相棒のヴォーブは、4頭の恐竜に″脳味噌活性スナック″を与える。知能が向上して人間の言葉を理解し話せるようになった4頭の恐竜たち、ティラノサウルスのレックス、プテラノドンのエルサ、ハドロザウルスのドゥープ、トリケラトプスのウーグは、船長の説得で子供たちの夢をかなえるため20世紀の米ニューヨークを訪れる。4頭が最初に出会ったのは身なりと口は悪いが快活な少年ルーイ。しかし彼には親と友達がいず孤独な少年であった。彼らはすぐに友達になる。途中で知り合った金持ちのお嬢さんだが孤独な少女セシリアもルーイとはおなじ境遇だと知り心を開く。一行は船長から落ち着き先と聞かされていたアメリカ自然史博物館を目指した。大きすぎる恐竜たちの図体をごまかすため感謝祭の大パレードに混じって住むが、4頭はロックンロールのリズムに乗ってはしゃいでしまい、子供たちは大喜びだが本物の恐竜であることがバレ、街は大騒ぎに。4頭とはぐれたルーイとセシリアは、ニューアイズ船長の弟で″エキセントリック・サーカス″の団長であるスクリューアイズ博士と、団員になる契約を結んでしまう。2人と再会したレックスたちは、博士の薬を飲むことを条件に彼らを解放してもらうことを了承する。だが、その薬は4頭をサーカスの見せ物にしようとする博士の罠で、優しかった彼らは元の獰猛な恐竜に戻ってしまう。ルーイとセシリアは、サーカスのピエロのスタッブスの協力で博士の陰謀をくい止め、無事救い出された恐竜たちは優しい恐竜たちに戻ることが出来、博物館で子供たちと楽しい時を過ごした。

## 声の出演
| 役名                       | オリジナル英語版         | 日本語吹き替え版 |
| -------------------------- | ------------------------ | ---------------- |
| レックス:                  | ジョン・グッドマン       | 小林修           |
| ウーグ                     | ルネ・レ・ベント         | 飯塚昭三         |
| エルサ                     | フェリシティ・ケンダル   | 谷育子           |
| ドゥイーブ                 | チャールズ・フライシャー | 山寺宏一         |
| ニューアイズ船長           | ウォルター・クロンカイト | 内田稔           |
| スクリューアイズ教授       | ケネス・マース           | 加藤精三         |
| ルイ                       | ジョーイ・シェイ         | 田中真弓         |
| セシリア                   | イヤードリー・スミス     | 玉川紗己子       |
| ジュリエット・ブリーブ医者 | ジュリア・チャイルド     | ?                |
| スタッブス                 | マーティン・ショート     | 安原義人         |
| ヴォーブ                   | ジェイ・レノ             | 三ツ矢雄二       |
| バスター                   | ブレイズ・バーダール     | こおろぎさとみ   |
| バスターの母               | リー・パールマン         | ?                |
| ラリー・キング             | 本人                     | 島香裕           |

## スタッフ
- 原作：ハドソン・タルボット
- 監督：ディック・ゾンダグ、ラルフ・ゾンダグ、フィル・ニベリンク、サイモン・ウェルズ
- 製作：スティーヴ・ヒックナー、ユニバーサル・ピクチャーズ
- 製作総指揮：スティーヴン・スピルバーグ、フランク・マーシャル、キャスリーン・ケネディ
- 脚本：ジョン・パトリック・シャンレイ
- 音楽：ジェームズ・ホーナー
- 編曲：ドン・デイヴィス、トーマス・パサティエリ

## サウンドトラック
『恐竜大行進/オリジナル・サウンドトラック』(ユニバーサルミュージック、MVCM-487) 

### 曲目タイトル
1. メイン・タイトル/恐竜時代 [4:15]
2. 時間旅行 [5:48]
3. ニューヨークへようこそ [2:27]
4. セシリアの願いごと/初めての旅行 [3:48]
5. 悪魔の契約書 [1:49]
6. ロール・バック・ザ・ロック [2:58]
7. グランド・スラム・デーモン [2:06]
8. 警察の追跡 [3:19]
9. セントラル・パーク [1:21]
10. スクリュー・アイズ・サーカスと序幕 [1:11]
11. サーカス [2:29]
12. 生け贄になったレックス [6:39]
13. グランド・デーモン・パレード [7:39]
14. 二人の新しい生活 [2:56]
15. 変身 [5:30]
16. 恐竜チーム、博物館へ [2:12]
17. ロール・バック・ザ・ロック [2:58]
18. ロール・バック・ザ・ロック（日本語版） [2:49]